# Xunwu

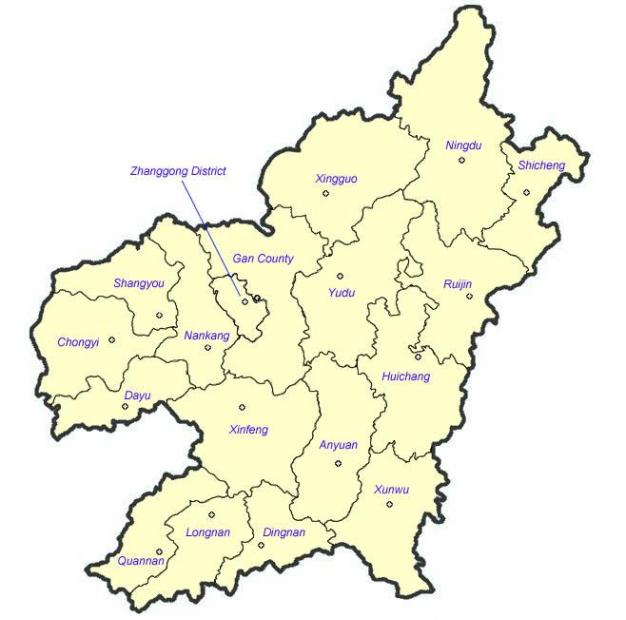
Lage von Xunwu im Verwaltungsgebiet von Ganzhou

Der Kreis Xunwu (chinesisch 寻乌县, Pinyin Xúnwū Xiàn) ist ein Kreis der bezirksfreien Stadt Ganzhou in der Provinz Jiangxi der Volksrepublik China. Er hat eine Fläche von 2.311,38 km² und zählt 288.207 Einwohner (Stand: Zensus 2010).

## Administrative Gliederung
Auf Gemeindeebene setzt sich der Kreis aus sieben Großgemeinden und acht Gemeinden zusammen. 